# Pölle 38 (Quedlinburg)

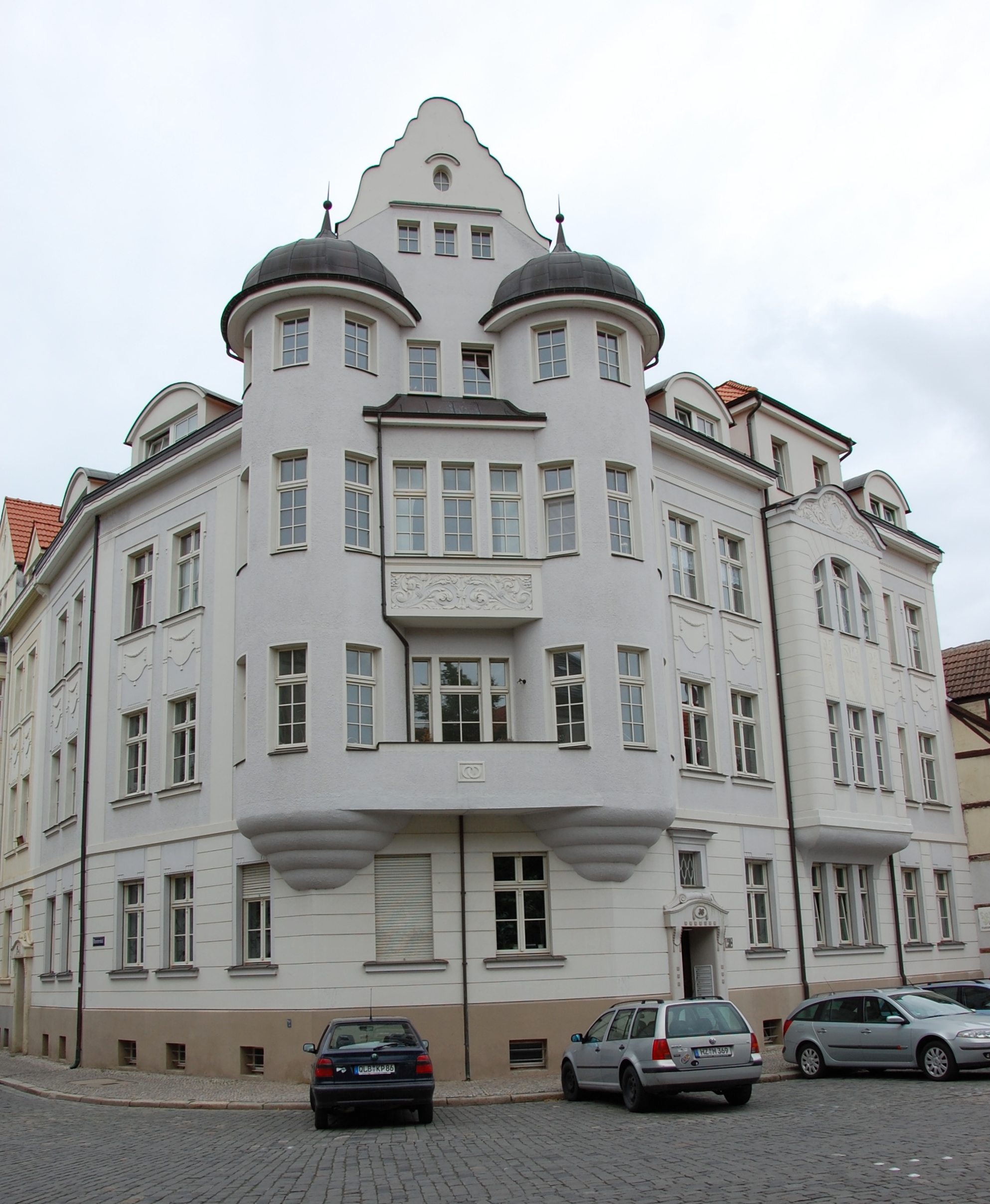
Pölle 38

Das Haus Pölle 38  ist ein denkmalgeschütztes Gebäude in der Stadt Quedlinburg in Sachsen-Anhalt.

## Lage
Es befindet sich im östlichen Teil der historischen Quedlinburger Altstadt in einer Ecksituation an der Einmündung der Straße Mummental auf die Straße Pölle am GutsMuthsplatz. Im Quedlinburger Denkmalverzeichnis ist es als Wohnhaus eingetragen. Südlich grenzt das gleichfalls denkmalgeschützte Haus Mummental 4, westlich das GutsMuths-Haus an.

## Architektur und Geschichte
Das große in massiver Bauweise errichtete Mietshaus entstand in der Zeit um 1910. Die Gestaltung erfolgte im Jugendstil, wobei Formen der Renaissance zitiert werden. Markant ist der die Ecksituation betonende Runderker, der von einem Zwerchgiebel bekrönt wird.